# Шлейснер, Ольга Александровна
Ольга Александровна Шлейснер (по мужу Натансон; 1850, Курская губерния, Российская империя — 16 марта 1881, Санкт-Петербург, Российская империя) — русская революционерка, народница, член организаций «чайковцев» и «Земля и Воля».

## Биография
Родилась в дворянской семье, отец её был поручиком русской армии шведского происхождения. Род Шлейснеров издавна обосновался в Финляндии. На русской службе Александр Шлейснер переехал в Россию, стал орловским помещиком, у него родились дочери Ольга и Мария, сыновья Виктор и Николай.
Получила начальное домашнее образование. Окончила Мариинский женский институт на Кирочной улице в Санкт-Петербурге. Обучаясь в институте познакомилась с В. И. Корниловой.
В 1869 году поступила на Аларчинские женские курсы. Сблизилась с однокурсницами А. И. Корниловой, Л. И. Корниловой, С. Л. Перовской, С. А. Лешерн фон Герцфельд и другими. В 1870 году входила в кружок организованный М. А. Натансоном и В. М. Александровым, где познакомилась с другими участниками кружка, студентами-медиками В. С. Ивановским, А. И. Сердюковым, студентом университета Н. В. Чайковским и другими молодыми людьми. Студенты Медико-хирургической академии жили коммуной в, так называемой, «Вульфовой коммуне», общежитии, снятом в складчину в деревянном флигеле дома купчихи Богиной на Малой Вульфовой улице. 15—20 студентов жили по строгим правилам полного равенства, по-братски отдавая все свои средства в общую кассу. Вели крайне скромный образ жизни, питались кониной и чаем с хлебом «вприкуску», да ещё поддерживали других, особо нуждавшихся, студентов.
Летом 1871 года участвовала в кружке самообразования для женщин, организованном в дачном посёлке Кушелевка М. А. Натансоном и Н. В. Чайковским. Осенью 1871 года вошла в первый кружок «чайковцев», располагавшийся в квартире дома по улице Кабинетской в Санкт-Петербурге.
После ареста М. А. Натансона в октябре 1871 года и административной высылки его в феврале 1872 года в Шенкурск (Архангельская губерния), последовала за ним и там вышла за него замуж. По ходатайству отца Шлейснер, в марте 1872 года молодожёны были переведены в Бобров (Воронежская губерния).
В конце 1872 года ей было разрешено приехать в Петербург, где она слушала лекции на акушерских курсах при Медико-хирургической академии, которые окончила. В то же время была подчинена негласному полицейскому надзору. Проживали с мужем у своего отца в Куопио (Великое княжество Финляндское), в ноябре 1875 года переехали к свекрови в Якобштадт (Курляндская губерния).
В 1876 году вернулась вместе с мужем в Санкт-Петербург и приняла вместе с ним участие в работе по объединению разрозненных революционных групп. Осенью 1876 года входила в кружок «троглодитов». Зимой 1876—1877 года одна из первых вошла в общество «Земля и Воля» и была назначена членом типографской группы. В дальнейшем входила в состав «Большого совета» общества.
Весной 1877 года занималась организацией административного центра для народнических поселений в Саратовской губернии. Устроилась работать фельдшером в земской больнице Вольского уезда (Саратовская губерния).
После ареста М. А. Натансона в июне 1877 года приехала в Санкт-Петербург. Проживала на нелегальном положении. Разыскивалась полицией для привлечения к дознанию по делу «Общества друзей», по обвинению в связях с членами общества.
По Высочайшему повелению 29 ноября 1877 года дело о ней приостановлено до её розыска и задержания.
Арестована 12 октября 1878 года в Санкт-Петербурге на квартире А. Д. Оболёшева. 14 октября 1878 года заключена в Петропавловскую крепость. Предана суду по обвинению в принадлежности к тайному сообществу, именующему себя социально-революционной партией и по делу об убийстве Н. В. Мезенцова. Переведена 4 мая 1880 года в Дом предварительного заключения. Судилась 6—14 мая 1880 года в числе 11 членов общества «Земля и Воля» Петербургским военно-окружным судом (Процесс одиннадцати). Признана виновной и 14 мая 1880 года приговорена к лишению всех прав состояния и к каторжным работам на заводах на 6 лет. Подала прошение о помиловании. По Высочайшему повелению от 16 мая 1880 года, каторжные работы заменены ссылкой на поселение в отдалённые места Восточной Сибири. Готовилась к отправке в Иркутскую губернию, но в связи с болезнью оставлена временно в Санкт-Петербурге и 1 сентября 1880 года переведена в больницу женского отделения Петербургского тюремного замка. По Высочайшему повелению от 25 февраля 1881 года, согласно ходатайству известного русского учёного, археолога и историка, действительного статского советника П. И. Савваитова, разрешено до выздоровления жить в пределах Орловской губернии, в имении Сивково (Болховский уезд).
Освобождена из тюрьмы на поручительство П. И. Савваитова, на квартире которого в Санкт-Петербурге умерла 16 марта 1881 года от туберкулёза.

## Муж и дети
- Муж — Марк Андреевич Натансон.
  - Двое детей — умерли в раннем возрасте от скарлатины.